# José Luiz Plein
José Luiz Plein (Santa Maria, (25 de abril de 1951) é um ex-futebolista brasileiro que atuava como meia-atacante e, posteriormente, atuou como técnico.

## Carreira de jogador
Começou no Inter de Santa Maria e atuou em outros times gaúchos: Grêmio (onde foi campeão gaúcho e brasileiro em 1981), Caxias, Juventude, Esportivo, Bento Gonçalves, Brasil de Farroupilha, Glória de Vacaria, onde encerrou sua carreira em 1988. No Coritiba, foi tricampeão paranaense em 1974–76.

## Carreira de treinador
Após a aposentadoria como jogador, atuou como treinador em times da região sul, como Grêmio, Criciúma, Glória, Juventude, Guarani-VA.

## Títulos como jogador
Grêmio
- Campeonato Brasileiro: 1981
- Campeão do Torneio Mar del Plata - El Salvador (1981)

Coritiba
- Campeonato Paranaense: 1974, 1975 e 1976